# 206574 Illyés
A 206574 Illyés (ideiglenes jelöléssel (206574) 2003 VC) a Naprendszer kisbolygóövében található aszteroida. Sárneczky Krisztián fedezte fel 2003. november 3-án.